# Karlova Ves (Rakovník)
Karlova Ves é uma comuna checa localizada na região da Boêmia Central, distrito de Rakovník.